# Ammothella longioculata
Ammothella longioculata is een zeespin uit de familie Ammotheidae. De soort behoort tot het geslacht Ammothella. Ammothella longioculata werd in 1940 voor het eerst wetenschappelijk beschreven door Faraggiana. 